# Jozef Moravčík
Jozef Moravčík (* 19. března 1945 Očová) je slovenský a československý politik, od 16. března do 13. prosince 1994 byl předsedou vlády Slovenské republiky.

## Život

### Profesionální kariéra
Studoval na Právnické fakultě Karlovy Univerzity v Praze a na Právnické fakultě Univerzity Komenského v Bratislavě (UK). Krátkou dobu pracoval na Vysoké škole ekonomické v Bratislavě a v Chemapolu Bratislava. Od roku 1972 působil na Právnické fakultě UK v Bratislavě nejprve jako odborný asistent, od roku 1985 jako docent v oblasti hospodářského práva. V letech 1985–1990 byl vedoucím katedry hospodářského práva a odvětvových ekonomik a od ledna 1990 do února 1991 byl děkanem Právnické fakulty UK v Bratislavě.

### Politická kariéra
Ve volbách v roce 1990 kandidoval za hnutí Veřejnost proti násilí do Slovenské národní rady (SNR). Mandát poslance SNR nabyl až dodatečně od 25. ledna 1991 a zasedal zde do roku 1992, přičemž během roku 1991 přešel po rozkladu VPN do Hnutí za demokratické Slovensko (HZDS). Ve volbách roku 1992 byl za HZDS zvolen do Federálního shromáždění. Zde zasedal od 6. června do 31. prosince 1992, tedy do zániku Československa.
Ještě před volbami v roce 1992 se Michal Kováč a Jozef Moravčík neformálně sešli (bez vědomí Vladimíra Mečiara) se zástupcem ODS a předali mu návrh uspořádání česko-slovenských vztahů v podobě volné unie. Šlo o sondáž možnosti dohody HZDS s očekávanou vítěznou stranou v českých zemích. S podobnou myšlenkou pak HZDS operovalo v počátečních fázích povolebních jednání. Následně ale převládl scénář zániku společného státu a v mezidobí na základě dohody ODS a HZDS o paritě českých a slovenských ministrů federální vlády působil Moravčík od 2. července do 31. prosince 1992 jako poslední ministr zahraničních věcí ČSFR (vláda Jana Stráského) a člen Rady obrany státu.
Od roku 1993 působil ve vrcholné politice samostatného Slovenska, od 1. ledna 1993 coby poradce premiéra Vladimíra Mečiara pro legislativní otázky. Od 19. března 1993 do 14. března 1994 zastával post ministra zahraničních věcí Slovenské republiky za HZDS.
Pak se ale se svou stranou rozešel a ustavil odštěpeneckou formaci Demokratická únia Slovenska. Vzhledem k rozpadu HZDS došlo k pádu druhé vlády Vladimíra Mečiara a Jozef Moravčík se stal předsedou nově utvořené vlády široké koalice (bez HZDS), vláda Jozefa Moravčíka. Ve funkci slovenského premiéra setrval od 16. března do 13. prosince 1994. Po předčasných volbách v roce 1994, v niž zvítězilo HZDS, se moci ujal opět Vladimír Mečiar (třetí vláda Vladimíra Mečiara). Jozef Moravčík byl v těchto volbách zvolen poslancem Národní rady SR za Demokratickou únii, do níž se transformovala Demokratická únia Slovenska a které Jozef Moravčík předsedal. Poslancem byl v letech 1998–2002.
V letech 1998–2002 zastával post primátora Bratislavy. Zvolen byl za koalici stran SDK a SDĽ.